# Guilleville
Guilleville é uma comuna francesa na região administrativa do Centro, no departamento Eure-et-Loir. Estende-se por uma área de 13 km². Em 2010 a comuna tinha 183 habitantes (densidade: 14,1 hab./km²).